# Steven Bernstein
Steven Bernstein (* 8. října 1961) je americký trumpetista. V letech 1991 až 1998 byl členem skupiny The Lounge Lizards. V roce 1999 vydal album Diaspora Soul u vydavatelství Tzadik Records; později u tohoto vydavatelství vydal ještě alba Diaspora Blues (2002), Hollywood Diaspora (2004) a Diaspora Suite (2008). Rovněž spolupracoval i s dalšími hudebníky, mezi které patří Lou Reed, Phillip Johnston, Paul Shapiro, Marc Ribot nebo skupina Sex Mob.